# Ivanovo (ort i Bulgarien, Ruse)
Ivanovo (bulgariska: Иваново) är en ort i Bulgarien.   Den ligger i kommunen Obsjtina Ivanovo och regionen Ruse, i den nordöstra delen av landet, 240 km nordost om huvudstaden Sofia. Ivanovo ligger 82 meter över havet och antalet invånare är 1 031.
Terrängen runt Ivanovo är huvudsakligen platt. Ivanovo ligger nere i en dal. Runt Ivanovo är det ganska glesbefolkat, med 27 invånare per kvadratkilometer.. Närmaste större samhälle är Ruse, 17,4 km norr om Ivanovo.
Trakten runt Ivanovo består till största delen av jordbruksmark.